# Imru'l Qays
Imru' al-Qays ibn Hujr (árabe: إمرؤ القيس ابن حجر الكندي) (fl. primera mitad del siglo VI), cuyo nombre podría traducirse como “esclavo de Qays”, siendo Qays una divinidad local masculina de la región de Hegra (Medain-Salih) que se encargaba de la conservación de archivos legales, fue el poeta preislámico más conocido y autor de la primera Mu'allaqa o poema colgado, en alusión a aquellas casidas que en la etapa de la poesía árabe oral, gozaban del honor de ser escritas para su permanencia en letras de oro y pender en el recinto de la Kaaba por haber vencido en la célebre competición poética de Ukaz.

## Biografía
La vida de Imru' al-Qays ibn Hujr está rodeada de misterio y su biografía se ha narrado con muchas variantes y siempre se ha rodeado de circunstancias legendarias y extraordinarios acontecimientos. Nació en Kinda, en pleno corazón de Arabia, siendo el hijo más joven de Hujr, rey de la tribu Kinda, éste resultaría ser el último rey de los Kinda. Gracias a esa circunstancia pudo dedicar su juventud a una vida licenciosa, aficionándose a la poesía, al placer, al vino y a las mujeres. Esta vida y su afición a componer poesía erótica llevaron a su padre a expulsarlo dos veces de la tribu, convirtiéndolo en un simple vagabundo, que mientras vagaba por el desierto se dedicaba a la caza, a beber y a la composición de canciones.
Bajo el dominio de los kinda, que se extendía por gran parte de Arabia, estaban los Banu Asad, un clan beduino de Kufa perteneciente a la tribu de los Quraish. A este clan pertenecería posteriormente Hadrat Khadiah, la primera esposa de Mahoma. Este clan de los banu Asad llegó a rebelarse contra el poder de los Kindah y Hujr, padre de Imru' al-Qays fue asesinado por los rebeldes. 'Abid ibn al-Abras, autor de otra Mu'allaqa (en la que compara a la yegua con el águila precipitándose hacia una presa), llegó a vanagloriarse de ser el autor material del asesinato del padre de Imru' al-Qays.
Tras la muerte de su padre huyó de los territorios de los Kindah y juró dedicar su vida a vengar a su padre y a recuperar el poder perdido por el clan. Recorrió prácticamente toda la Península arábiga en busca de aliados para su empresa, solicitó ayuda a otras tribus, aunque tuvo escaso éxito. Este vagabundeo por Arabia le valió el sobrenombre de al-Malik al-dillil, el Rey errante. Al llegar a las fronteras de los lajmíes fue expulsado de manera muy poco amistosa por al-Mundhir, rey de al-Hira, que mató a la mayoría de sus seguidores. Tras la derrota se vio obligado a refugiarse en el castillo de al-Ablak, cerca del oasis de Tayma', bajo la protección de al-Samaw'al. Éste posiblemente judío y que también se dedicaba a la poesía, con un talento notablemente inferior al de Imru' al-Qays, lo acogió en su castillo con gran hospitalidad. Cuando Imru' al-Qays abandonó el castillo de al-Samaw'la dejó a su cuidado a su prima y su hija, e incluso su valiosa armadura y el resto del legado de su padre. Al-Samaw'la tuvo la ocasión de demostrar su gran lealtad hacia Qays cuando un ejército lajmí asedió su fortaleza para conseguir las pertenencias del poeta, al-Samaw'la se negó a entregarlas a pesar de que los de al-Hira tenían a uno de sus hijos como rehén, prefirió ver morir a su hijo ante sus propios ojos a traicionar a su amigo. Su tenacidad en la defensa hizo retirarse a los enemigos del poeta. Este gran sacrificio lo hizo ser considerado un tópico en cuanto a lealtad.

### Viaje a Constantinopla y muerte
La falta de apoyos en la Península arábiga lo llevó a solicitar ayuda del exterior para combatir a sus hermanos árabes, lo que no estaba bien visto en la sociedad de la época. Esta ayuda provenía de Justiniano, emperador de Bizancio, al que visitó en su corte de Constantinopla. El emperador lo recibió muy bien, probablemente porque ya había tenido tratos con su padre, lo había nombrado gobernador de Palestina antes de su ascenso a la monarquía de los Kindah. Le ofreció a Imru' al-Qays el anterior cargo de su padre y lo aceptó en su corte como un noble más. Se dice que la hija del emperador se enamoró de él, y que los escarceos amorosos entre su hija y el poeta provocaron la ira de Justiniano, lo convenció para que volviera a Arabia a vengar a su padre y lo obsequió con una “camisa de Nessus”, una capa envenenada, que le provocó la muerte el año 550 cerca de Angora. La leyenda dice que cuando se puso la capa se le empezó a caer la carne, viendo que iba a morir se bajó del caballo decidido a cavar su propia tumba, pero la casualidad quiso que muy cerca de donde estaba encontrara la tumba de una mujer. Entonces decidió introducir su cuerpo en la misma fosa, y justo antes de morir le dedicó unos versos a la que iba a ser su compañera en la muerte. De esta muerte horrible se deriva su otro apodo, Dhu al-Quruh “El hombre cubierto de úlceras”.